# A・R・ムルガダース
A・R・ムルガダース（A.R. Murugadoss、1974年9月25日 - ）は、インドのタミル語映画で活動する映画監督、映画プロデューサー、脚本家。タミル語映画の他にテルグ語映画で活動しており、監督した作品をヒンディー語映画にリメイクすることも多く、該当する作品として『Ghajini』（タミル語映画）とリメイク版『Ghajini』（ヒンディー語映画）、『Thuppakki』（タミル語映画）と『Holiday: A Soldier Is Never Off Duty』（ヒンディー語映画）がある。2014年に監督した『カッティ 刃物と水道管』ではフィルムフェア賞 タミル語映画部門監督賞を受賞している。

## 人物
タミル・ナードゥ州カラクリチ県出身。チェンナイ・ヴィルガムバッカム在住。ムルガダースのイニシャル「A・R」は父アルナーサラムを指しており、監督デビューした『Dheena』で初めて名乗り、以降は「A・R・ムルガダース」名義で活動している。公立高校を卒業後、ティルチラーパッリのビショップ・ヒーバー大学に進学して学士号を取得した。兄弟のディリーパンはムルガダースがプロデューサーを務めた『Vathikuchi』で俳優デビューしている。

## キャリア
学生時代は文化活動（物真似や絵画）を熱心に行っていた。ムルガダースは地元の映画館に1週間に7回通うほどの映画愛好家になり、執筆した物語をアーナンダ・ヴィカタンに投稿し、やがて脚本家を志望するようになった。バラティダサン大学ではコメディを執筆し、キャストとしても出演した。大学卒業後はマドラス映画学院への進学を希望するが叶わなかった。しかし、ムルガダースはチェンナイに留まり続け、P・カライマニのアシスタントライターとして『Madurai Meenakshi』の台詞を執筆した。1997年の『Ratchagan』では助監督、『Kalusukundam Ra』ではアシスタントライターを務めた。2000年にはS・J・スーリヤーの『Kushi』に参加した。
2001年に『Dheena』で監督デビューするが、製作に際してS・J・スーリヤーからアジット・クマールを主演として推薦された。2005年に『Ghajini』を監督し、2008年にはヒンディー語でリメイクした『Ghajini』を監督してボリウッドデビューした。同作はヒンディー語映画で初めて興行収入が10億ルピーを超え、100カロール・クラブ入りした最初の映画となった。2011年に監督した『7aum Arivu』はタミル・ナードゥ州外の地域で成功を収め、同時期にフォックス・スター・スタジオとの間に2本の映画製作の契約を結んだ。
2012年にヴィジャイを主演に迎えて『Thuppakki』を監督し、同作は『ロボット』に続いて100カロール・クラブ入りした2本目のタミル語映画となった。2014年には同作をヒンディー語でリメイクした『Holiday: A Soldier Is Never Off Duty』を監督している。同年には元アシスタントのティル・クマランが監督した『Maan Karate』のプロデューサー・脚本を務めた。また、ヴィジャイを主演に迎えた『Kaththi』は13億1000万ルピーの興行収入を記録し、2014年に最も興行的な成功を収めたタミル語映画の一つとなった。
2016年にソーナークシー・シンハーを主演に迎えて『Mouna Guru』のリメイク作品『アキラ』を監督し、2017年にはマヘーシュ・バーブとラクル・プリート・シンを主演に迎えて『Spyder』を監督している。2018年には再びヴィジャイを主演に迎えて『サルカール 1票の革命』を監督し、26億ルピーの興行収入を記録するヒット作となった。

## フィルモグラフィー

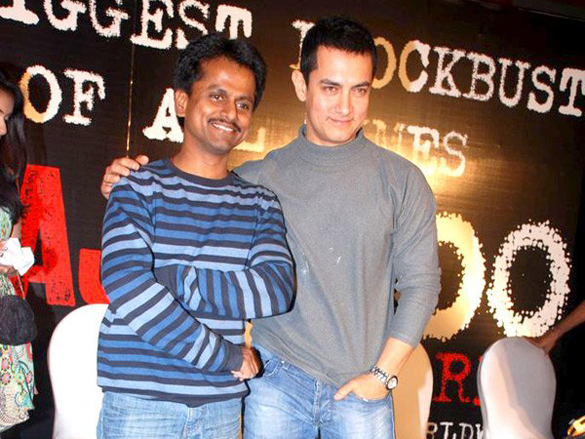
A・R・ムルガダースとアーミル・カーン

- Dheena（2001年） - 監督、脚本
- Ramanaa（2002年） - 監督、脚本
- Ghajini（2005年） - 監督、脚本
- Stalin（2006年） - 監督、脚本
- Ghajini（2008年） - 監督、脚本
- 7aum Arivu（2011年） - 監督、脚本
- Thuppakki（2012年） - 監督、脚本
- ジョンとレジナの物語（英語版）（2013年） - プロデューサー
- Holiday: A Soldier Is Never Off Duty（2014年） - 監督、脚本
- Maan Karate（2014年） - プロデューサー、脚本
- カッティ 刃物と水道管（英語版）（2014年） - 監督、脚本
- アキラ（英語版）（2016年） - 監督、プロデューサー、脚本
- Spyder（2017年） - 監督、脚本
- サルカール 1票の革命（英語版）（2018年） - 監督、脚本
- アベンジャーズ/エンドゲーム（2019年） - タミル語吹替版台詞[14]
- ダルバール 復讐人（英語版）（2020年） - 監督、脚本